# 6 Horas de Monza 2022
Las 6 Horas de Monza de 2022 (oficialmente FIA WEC 6 Hours of Monza) fue la cuarta ronda de la temporada 2022 del Campeonato Mundial de Resistencia de la FIA. Se celebró del 8 al 10 de julio de 2022 en el Autodromo Nazionale di Monza, autódromo ubicado en la región de Monza, Italia.
Esta fue la primera prueba de los Peugeot 9X8 en el WEC. Con la participación de los Peugeot, la parrilla de los Hypercar se elevo hasta los seis vehículos, siendo la parrilla más grande hasta la fecha.
El líder del campeonato, el Alpine Elf Team N.º 36 comandado por Nicolas Lapierre, André Negrão y Matthieu Vaxivière consiguió su segunda victoria de la temporada a bordo del Alpine A480. La segunda posición la ocupó su escolta en el campeonato, el Toyota Gazoo Racing N.º 8 conducido por Sébastien Buemi, Brendon Hartley y Ryō Hirakawa. El tercer puesto lo ocupó el nuevo tercero del campeonato, el Toyota Gazoo Racing N.º 7 pilotado por Mike Conway, Kamui Kobayashi y José María López.
Entre los LMP2, el ganador fue el RealTeam by WRT N.º 41 conducido por Rui Andrade, Ferdinand Habsburg y Norman Nato quienes consiguieron su primera victoria de la temporada. En la Copa LMP2 Pro-Am, el ganador fue el Algarve Pro Racing N.º 45 quienes consiguierón su segunda victoria consecutiva en la copa gracias a James Allen, René Binder y Steven Thomas.
Entre los GTE, Corvette y Porsche se repartieron las victorias, en LMGTE-Pro, se impuso el Corvette Racing N.º 64 pilotado por el estadounidense Tommy Milner y el británico Nick Tandy. Mientras que en LMGTE-AM, el ganador fue el Dempsey-Proton Racing N.º 77 pilotado por Sebastian Priaulx, Christian Ried y Harry Tincknell.

## Clasificación
Las pole positions de cada clase están marcadas en negrita.
| Pos. | Categoría | N.° | Escudería                 | Tiempo     | Dif.    | Parrilla |
| ---- | --------- | --- | ------------------------- | ---------- | ------- | -------- |
| 1    | Hypercar  | 708 | Glickenhaus Racing        | 1:35.416   | —       | 1        |
| 2    | Hypercar  | 8   | Toyota Gazoo Racing       | 1:36.335   | +0.919  | 2        |
| 3    | Hypercar  | 36  | Alpine Elf Team           | 1:36.489   | +1.073  | 3        |
| 4    | Hypercar  | 7   | Toyota Gazoo Racing       | 1:36.919   | +1.503  | 4        |
| 5    | Hypercar  | 94  | Peugeot TotalEnergies     | 1:37.253   | +1.837  | 5        |
| 6    | LMP2      | 22  | United Autosports USA     | 1:38.403   | +2.987  | 6        |
| 7    | LMP2      | 44  | ARC Bratislava            | 1:38.731   | +3.315  | 7        |
| 8    | LMP2      | 41  | Realteam by WRT           | 1:38.780   | +3.364  | 8        |
| 9    | LMP2      | 83  | AF Corse                  | 1:38.817   | +3.401  | 9        |
| 10   | LMP2      | 45  | Algarve Pro Racing        | 1:39.122   | +3.706  | 10       |
| 11   | LMP2      | 9   | Prema Orlen Team          | 1:39.203   | +3.787  | 11       |
| 12   | LMP2      | 10  | Vector Sport              | 1:39.481   | +4.065  | 12       |
| 13   | LMP2      | 31  | Team WRT                  | 1:39.654   | +4.238  | 13       |
| 14   | LMP2      | 1   | Richard Mille Racing Team | 1:39.682   | +4.266  | 14       |
| 15   | LMP2      | 34  | Inter Europol Competition | 1:39.692   | +4.276  | 15       |
| 16   | LMP2      | 35  | Ultimate                  | 1:40.387   | +4.971  | 16       |
| 17   | LMP2      | 28  | JOTA                      | 1:44.763   | +9.347  | 17       |
| 18   | LMGTE Pro | 51  | AF Corse                  | 1:45.270   | +9.854  | 18       |
| 19   | LMGTE Pro | 64  | Corvette Racing           | 1:45.324   | +9.908  | 19       |
| 20   | LMGTE Pro | 52  | AF Corse                  | 1:45.328   | +9.912  | 20       |
| 21   | LMGTE Pro | 91  | Porsche GT Team           | 1:45.804   | +10.388 | 21       |
| 22   | LMGTE Pro | 92  | Porsche GT Team           | 1:46.024   | +10.608 | 22       |
| 23   | LMGTE Am  | 85  | Iron Dames                | 1:47.431   | +12.015 | 23       |
| 24   | LMGTE Am  | 33  | TF Sport                  | 1:47.658   | +12.242 | 24       |
| 25   | LMGTE Am  | 77  | Dempsey-Proton Racing     | 1:48.206   | +12.790 | 25       |
| 26   | LMGTE Am  | 21  | AF Corse                  | 1:48.296   | +12.880 | 26       |
| 27   | LMGTE Am  | 54  | AF Corse                  | 1:48.406   | +12.990 | 27       |
| 28   | LMGTE Am  | 98  | Northwest AMR             | 1:48.534   | +13.118 | 28       |
| 29   | LMGTE Am  | 56  | Team Project 1            | 1:48.813   | +13.397 | 29       |
| 30   | LMGTE Am  | 86  | GR Racing                 | 1:48.842   | +13.426 | 30       |
| 31   | LMGTE Am  | 777 | D'station Racing          | 1:48.957   | +13.541 | 31       |
| 32   | LMGTE Am  | 46  | Team Project 1            | 1:48.966   | +13.550 | 32       |
| 33   | LMGTE Am  | 71  | Spirit of Race            | 1:49.990   | +14.574 | 33       |
| 34   | LMGTE Am  | 88  | Dempsey-Proton Racing     | 1:50.221   | +14.805 | 34       |
| 35   | LMGTE Am  | 60  | Iron Lynx                 | 1:50.296   | +14.880 | 35       |
| 36   | LMP2      | 23  | United Autosports USA     | Sin tiempo | —       | 36       |
| 37   | LMP2      | 38  | JOTA                      | Sin tiempo | —       | 37       |
| 38   | Hypercar  | 93  | Peugeot TotalEnergies     | Sin tiempo | —       | 38       |

Fuente: FIA WEC.

## Carrera
El número mínimo de vueltas para entrar en la clasificación (70% de la distancia de carrera del coche ganador de la general) fue de 136 vueltas. Los ganadores de cada clase se indican en negrita y con una cruz (†).
| Pos | Clase       | N.º | Equipo                    | Pilotos                                                | Chasis                        | Neu. | Vueltas | Tiempo/Retirado |
| Pos | Clase       | N.º | Equipo                    | Pilotos                                                | Motor                         | Neu. | Vueltas | Tiempo/Retirado |
| --- | ----------- | --- | ------------------------- | ------------------------------------------------------ | ----------------------------- | ---- | ------- | --------------- |
| 1   | Hypercar    | 36  | Alpine Elf Team           | Nicolas Lapierre André Negrão Matthieu Vaxivière       | Alpine A480                   | M    | 194     | 6:00:47.738 †   |
| 1   | Hypercar    | 36  | Alpine Elf Team           | Nicolas Lapierre André Negrão Matthieu Vaxivière       | Gibson GL458 4.5 L V8         | M    | 194     | 6:00:47.738 †   |
| 2   | Hypercar    | 8   | Toyota Gazoo Racing       | Sébastien Buemi Brendon Hartley Ryō Hirakawa           | Toyota GR010 Hybrid           | M    | 194     | +2.762          |
| 2   | Hypercar    | 8   | Toyota Gazoo Racing       | Sébastien Buemi Brendon Hartley Ryō Hirakawa           | Toyota 3.5 L Turbo V6         | M    | 194     | +2.762          |
| 3   | Hypercar    | 7   | Toyota Gazoo Racing       | Mike Conway Kamui Kobayashi José María López           | Toyota GR010 Hybrid           | M    | 192     | +2 vueltas      |
| 3   | Hypercar    | 7   | Toyota Gazoo Racing       | Mike Conway Kamui Kobayashi José María López           | Toyota 3.5 L Turbo V6         | M    | 192     | +2 vueltas      |
| 4   | LMP2        | 41  | RealTeam by WRT           | Rui Andrade Ferdinand Habsburg Norman Nato             | Oreca 07                      | G    | 188     | +6 vueltas †    |
| 4   | LMP2        | 41  | RealTeam by WRT           | Rui Andrade Ferdinand Habsburg Norman Nato             | Gibson GK428 4.2 L V8         | G    | 188     | +6 vueltas †    |
| 5   | LMP2        | 38  | Jota                      | António Félix da Costa Roberto González Will Stevens   | Oreca 07                      | G    | 188     | +6 vueltas      |
| 5   | LMP2        | 38  | Jota                      | António Félix da Costa Roberto González Will Stevens   | Gibson GK428 4.2 L V8         | G    | 188     | +6 vueltas      |
| 6   | LMP2        | 10  | Vector Sport              | Ryan Cullen Nico Müller Sébastien Bourdais             | Oreca 07                      | G    | 188     | +6 vueltas      |
| 6   | LMP2        | 10  | Vector Sport              | Ryan Cullen Nico Müller Sébastien Bourdais             | Gibson GK428 4.2 L V8         | G    | 188     | +6 vueltas      |
| 7   | LMP2        | 34  | Inter Europol Competition | Esteban Gutiérrez Jakub Śmiechowski Alex Brundle       | Oreca 07                      | G    | 188     | +6 vueltas      |
| 7   | LMP2        | 34  | Inter Europol Competition | Esteban Gutiérrez Jakub Śmiechowski Alex Brundle       | Gibson GK428 4.2 L V8         | G    | 188     | +6 vueltas      |
| 8   | LMP2        | 23  | United Autosports USA     | Oliver Jarvis Josh Pierson Alex Lynn                   | Oreca 07                      | G    | 188     | +6 vueltas      |
| 8   | LMP2        | 23  | United Autosports USA     | Oliver Jarvis Josh Pierson Alex Lynn                   | Gibson GK428 4.2 L V8         | G    | 188     | +6 vueltas      |
| 9   | LMP2        | 9   | Prema Orlen Team          | Lorenzo Colombo Louis Delétraz Robert Kubica           | Oreca 07                      | G    | 188     | +6 vueltas      |
| 9   | LMP2        | 9   | Prema Orlen Team          | Lorenzo Colombo Louis Delétraz Robert Kubica           | Gibson GK428 4.2 L V8         | G    | 188     | +6 vueltas      |
| 10  | LMP2 Pro-Am | 45  | Algarve Pro Racing        | James Allen René Binder Steven Thomas                  | Oreca 07                      | G    | 187     | +7 vueltas †    |
| 10  | LMP2 Pro-Am | 45  | Algarve Pro Racing        | James Allen René Binder Steven Thomas                  | Gibson GK428 4.2 L V8         | G    | 187     | +7 vueltas †    |
| 11  | LMP2 Pro-Am | 35  | Ultimate                  | François Heriau Jean-Baptiste Lahaye Matthieu Lahaye   | Oreca 07                      | G    | 187     | +7 vueltas      |
| 11  | LMP2 Pro-Am | 35  | Ultimate                  | François Heriau Jean-Baptiste Lahaye Matthieu Lahaye   | Gibson GK428 4.2 L V8         | G    | 187     | +7 vueltas      |
| 12  | LMP2 Pro-Am | 83  | AF Corse                  | Nicklas Nielsen François Perrodo Alessio Rovera        | Oreca 07                      | G    | 187     | +7 vueltas      |
| 12  | LMP2 Pro-Am | 83  | AF Corse                  | Nicklas Nielsen François Perrodo Alessio Rovera        | Gibson GK428 4.2 L V8         | G    | 187     | +7 vueltas      |
| 13  | LMP2        | 28  | Jota                      | Jonathan Aberdein Ed Jones Oliver Rasmussen            | Oreca 07                      | G    | 186     | +8 vueltas      |
| 13  | LMP2        | 28  | Jota                      | Jonathan Aberdein Ed Jones Oliver Rasmussen            | Gibson GK428 4.2 L V8         | G    | 186     | +8 vueltas      |
| 14  | LMP2 Pro-Am | 44  | ARC Bratislava            | Tijmen van der Helm Miroslav Konôpka Mathias Beche     | Oreca 07                      | G    | 186     | +8 vueltas      |
| 14  | LMP2 Pro-Am | 44  | ARC Bratislava            | Tijmen van der Helm Miroslav Konôpka Mathias Beche     | Gibson GK428 4.2 L V8         | G    | 186     | +8 vueltas      |
| 15  | LMGTE Pro   | 64  | Corvette Racing           | Tommy Milner Nick Tandy                                | Chevrolet Corvette C8.R       | M    | 181     | +13 vueltas †   |
| 15  | LMGTE Pro   | 64  | Corvette Racing           | Tommy Milner Nick Tandy                                | Chevrolet 5.5 L V8            | M    | 181     | +13 vueltas †   |
| 16  | LMGTE Pro   | 52  | AF Corse                  | Antonio Fuoco Miguel Molina                            | Ferrari 488 GTE Evo           | M    | 181     | +13 vueltas     |
| 16  | LMGTE Pro   | 52  | AF Corse                  | Antonio Fuoco Miguel Molina                            | Ferrari F154CB 3.9 L Turbo V8 | M    | 181     | +13 vueltas     |
| 17  | LMGTE Pro   | 51  | AF Corse                  | James Calado Alessandro Pier Guidi                     | Ferrari 488 GTE Evo           | M    | 181     | +13 vueltas     |
| 17  | LMGTE Pro   | 51  | AF Corse                  | James Calado Alessandro Pier Guidi                     | Ferrari F154CB 3.9 L Turbo V8 | M    | 181     | +13 vueltas     |
| 18  | LMGTE Pro   | 92  | Porsche GT Team           | Michael Christensen Kévin Estre                        | Porsche 911 RSR-19            | M    | 181     | +13 vueltas     |
| 18  | LMGTE Pro   | 92  | Porsche GT Team           | Michael Christensen Kévin Estre                        | Porsche 4.2 L Flat-6          | M    | 181     | +13 vueltas     |
| 19  | LMGTE Pro   | 91  | Porsche GT Team           | Gianmaria Bruni Frédéric Makowiecki                    | Porsche 911 RSR-19            | M    | 180     | +14 vueltas     |
| 19  | LMGTE Pro   | 91  | Porsche GT Team           | Gianmaria Bruni Frédéric Makowiecki                    | Porsche 4.2 L Flat-6          | M    | 180     | +14 vueltas     |
| 20  | LMGTE Am    | 77  | Dempsey-Proton Racing     | Sebastian Priaulx Christian Ried Harry Tincknell       | Porsche 911 RSR-19            | M    | 179     | +15 vueltas †   |
| 20  | LMGTE Am    | 77  | Dempsey-Proton Racing     | Sebastian Priaulx Christian Ried Harry Tincknell       | Porsche 4.2 L Flat-6          | M    | 179     | +15 vueltas †   |
| 21  | LMP2        | 31  | Team WRT                  | Robin Frijns Sean Gelael René Rast                     | Oreca 07                      | G    | 178     | +16 vueltas     |
| 21  | LMP2        | 31  | Team WRT                  | Robin Frijns Sean Gelael René Rast                     | Gibson GK428 4.2 L V8         | G    | 178     | +16 vueltas     |
| 22  | LMGTE Am    | 85  | Iron Dames                | Sarah Bovy Rahel Frey Michelle Gatting                 | Ferrari 488 GTE Evo           | M    | 178     | +16 vueltas     |
| 22  | LMGTE Am    | 85  | Iron Dames                | Sarah Bovy Rahel Frey Michelle Gatting                 | Ferrari F154CB 3.9 L Turbo V8 | M    | 178     | +16 vueltas     |
| 23  | LMP2        | 22  | United Autosports USA     | Filipe Albuquerque Philip Hanson Will Owen             | Oreca 07                      | G    | 178     | +16 vueltas     |
| 23  | LMP2        | 22  | United Autosports USA     | Filipe Albuquerque Philip Hanson Will Owen             | Gibson GK428 4.2 L V8         | G    | 178     | +16 vueltas     |
| 24  | LMGTE Am    | 46  | Team Project 1            | Matteo Cairoli Nicolas Leutwiler Mikkel O. Pedersen    | Porsche 911 RSR-19            | M    | 178     | +16 vueltas     |
| 24  | LMGTE Am    | 46  | Team Project 1            | Matteo Cairoli Nicolas Leutwiler Mikkel O. Pedersen    | Porsche 4.2 L Flat-6          | M    | 178     | +16 vueltas     |
| 25  | LMGTE Am    | 60  | Iron Lynx                 | Matteo Cressoni Giancarlo Fisichella Claudio Schiavoni | Ferrari 488 GTE Evo           | M    | 178     | +16 vueltas     |
| 25  | LMGTE Am    | 60  | Iron Lynx                 | Matteo Cressoni Giancarlo Fisichella Claudio Schiavoni | Ferrari F154CB 3.9 L Turbo V8 | M    | 178     | +16 vueltas     |
| 26  | LMGTE Am    | 71  | Spirit of Race            | Gabriel Aubry Franck Dezoteux Pierre Ragues            | Ferrari 488 GTE Evo           | M    | 177     | +17 vueltas     |
| 26  | LMGTE Am    | 71  | Spirit of Race            | Gabriel Aubry Franck Dezoteux Pierre Ragues            | Ferrari F154CB 3.9 L Turbo V8 | M    | 177     | +17 vueltas     |
| 27  | LMGTE Am    | 88  | Dempsey-Proton Racing     | Patrick Lindsey Fred Poordad Jan Heylen                | Porsche 911 RSR-19            | M    | 177     | +17 vueltas     |
| 27  | LMGTE Am    | 88  | Dempsey-Proton Racing     | Patrick Lindsey Fred Poordad Jan Heylen                | Porsche 4.2 L Flat-6          | M    | 177     | +17 vueltas     |
| 28  | LMGTE Am    | 21  | AF Corse                  | Simon Mann Christoph Ulrich Toni Vilander              | Ferrari 488 GTE Evo           | M    | 177     | +17 vueltas     |
| 28  | LMGTE Am    | 21  | AF Corse                  | Simon Mann Christoph Ulrich Toni Vilander              | Ferrari F154CB 3.9 L Turbo V8 | M    | 177     | +17 vueltas     |
| 29  | LMGTE Am    | 98  | Northwest AMR             | Paul Dalla Lana Nicki Thiim David Pittard              | Aston Martin Vantage AMR      | M    | 177     | +17 vueltas     |
| 29  | LMGTE Am    | 98  | Northwest AMR             | Paul Dalla Lana Nicki Thiim David Pittard              | Aston Martin 4.0 L Turbo V8   | M    | 177     | +17 vueltas     |
| 30  | LMGTE Am    | 54  | AF Corse                  | Nick Cassidy Francesco Castellacci Thomas Flohr        | Ferrari 488 GTE Evo           | M    | 177     | +17 vueltas     |
| 30  | LMGTE Am    | 54  | AF Corse                  | Nick Cassidy Francesco Castellacci Thomas Flohr        | Ferrari F154CB 3.9 L Turbo V8 | M    | 177     | +17 vueltas     |
| 31  | LMGTE Am    | 56  | Team Project 1            | Ben Barnicoat Brendan Iribe Ollie Millroy              | Porsche 911 RSR-19            | M    | 176     | +18 vueltas     |
| 31  | LMGTE Am    | 56  | Team Project 1            | Ben Barnicoat Brendan Iribe Ollie Millroy              | Porsche 4.2 L Flat-6          | M    | 176     | +18 vueltas     |
| 32  | LMGTE Am    | 777 | D'Station Racing          | Charlie Fagg Tomonobu Fujii Satoshi Hoshino            | Aston Martin Vantage AMR      | M    | 171     | +23 vueltas     |
| 32  | LMGTE Am    | 777 | D'Station Racing          | Charlie Fagg Tomonobu Fujii Satoshi Hoshino            | Aston Martin 4.0 L Turbo V8   | M    | 171     | +23 vueltas     |
| 33  | Hypercar    | 94  | Peugeot TotalEnergies     | Loïc Duval Gustavo Menezes James Rossiter              | Peugeot 9X8                   | M    | 169     | +25 vueltas     |
| 33  | Hypercar    | 94  | Peugeot TotalEnergies     | Loïc Duval Gustavo Menezes James Rossiter              | Peugeot 2.6 L Turbo V6        | M    | 169     | +25 vueltas     |
| 34  | LMGTE Am    | 86  | GR Racing                 | Ben Barker Riccardo Pera Michael Wainwright            | Porsche 911 RSR-19            | M    | 163     | +31 vueltas     |
| 34  | LMGTE Am    | 86  | GR Racing                 | Ben Barker Riccardo Pera Michael Wainwright            | Porsche 4.2 L Flat-6          | M    | 163     | +31 vueltas     |
| 35  | LMP2        | 1   | Richard Mille Racing Team | Charles Milesi Paul-Loup Chatin Lilou Wadoux           | Oreca 07                      | G    | 146     | +48 vueltas     |
| 35  | LMP2        | 1   | Richard Mille Racing Team | Charles Milesi Paul-Loup Chatin Lilou Wadoux           | Gibson GK428 4.2 L V8         | G    | 146     | +48 vueltas     |
| Ret | Hypercar    | 708 | Glickenhaus Racing        | Romain Dumas Olivier Pla Pipo Derani                   | Glickenhaus SCG 007 LMH       | M    | 96      | Turbo           |
| Ret | Hypercar    | 708 | Glickenhaus Racing        | Romain Dumas Olivier Pla Pipo Derani                   | Glickenhaus 3.5 L Turbo V8    | M    | 96      | Turbo           |
| Ret | LMGTE Am    | 33  | TF Sport                  | Ben Keating Marco Sørensen Henrique Chaves             | Aston Martin Vantage AMR      | M    | 73      | Accidente       |
| Ret | LMGTE Am    | 33  | TF Sport                  | Ben Keating Marco Sørensen Henrique Chaves             | Aston Martin 4.0 L Turbo V8   | M    | 73      | Accidente       |
| Ret | Hypercar    | 93  | Peugeot TotalEnergies     | Paul di Resta Mikkel Jensen Jean-Éric Vergne           | Peugeot 9X8                   | M    | 46      | Retirado        |
| Ret | Hypercar    | 93  | Peugeot TotalEnergies     | Paul di Resta Mikkel Jensen Jean-Éric Vergne           | Peugeot 2.6 L Turbo V6        | M    | 46      | Retirado        |

Fuente: FIA WEC.